# Nashwauk
Nashwauk é uma cidade localizada no estado americano de Minnesota, no Condado de Itasca.

## Demografia
Segundo o censo americano de 2000, a sua população era de 935 habitantes.
Em 2006, foi estimada uma população de 922, um decréscimo de 13 (-1.4%).

## Geografia
De acordo com o United States Census Bureau tem uma área de
15,4 km², dos quais 14,6 km² cobertos por terra e 0,8 km² cobertos por água. Nashwauk localiza-se a aproximadamente 461 m acima do nível do mar.

## Localidades na vizinhança
O diagrama seguinte representa as localidades num raio de 20 km ao redor de Nashwauk.